# Sonchus tectifolius
Sonchus tectifolius là một loài thực vật có hoa trong họ Cúc. Loài này được Svent. miêu tả khoa học đầu tiên.